# Бобровая плотина
Бобровая плотина — запруда, возводимая бобрами на реке или ручье для защиты от хищников и с целью облегчения добычи пищи в зимний период. Материалами для устройства плотины служат дерево, сучья, листья, трава, ил, грязь, камни и прочие природные материалы.
Для защиты от хищников бобрам требуется, чтобы входы в бобровую хатку всегда находились под водой, что требует регулирования уровня воды в окружающем водоеме. Высокий уровень воды также позволяет бобрам незаметно и безопасно передвигаться под водой, а в зимний период — подо льдом, до источников и запасов пищи и строительного материала. По воде бобры также сплавляют деревья для запасения и строительства плотин. В мелких, заросших местах бобры для передвижения и сплава леса роют углубительные каналы.
По мере возможности, семья бобров строит две плотины: основную, на водоеме с хаткой, и запасную ниже по течению — на случай прорыва основной и в качестве дополнительного водного пространства, так как в воде бобры гораздо лучше передвигаются и защищены от хищнков. Построенные плотины бобры регулярно проверяют, заделывая течи. Запасной плотине уделяется меньше внимания, и проверяется она только изредка.
Тип бобровой запруды и способ её возведения зависят от скорости потока: в водоёмах с медленным течением возводимые платформы имеют прямую форму, с быстрым течением — криволинейную. В запруде обязательно устраиваются проходы и водосливы для сброса избыточного количества воды без повреждения самой конструкции. После затопления с помощью запруды достаточного количества площади, бобры начинают возведение бобрового домика (хатки), часто довольно значительного по размерам.
Для строительства бобровых запруд могут использоваться деревья диаметром ствола до 90 см, хотя в среднем этот параметр варьируется в пределах 10—30 см; длина плотины, обычно не превышающая 100 м, зависит как от диаметра деревьев, так и от размеров бобров: в частности, зарегистрирован случай использования бобрами дерева высотой 45 м и диаметром ствола 115 см. Самая крупная из известных запруд, имеющая длину в 850 м, расположена в национальном парке Вуд-Баффало, провинция Альберта, Канада. Запруда появилась после 1975 года, включает в себя как минимум две хатки и возникла в результате слияния двух запруд меньшего размера; впоследствии она может увеличиться в размере на 50—100 м за счёт вновь появляющихся рядом запруд. Другая крупная запруда  650 м была обнаружена в Три-Форкс, Монтана, США.
Бобровые запруды могут оказывать полезное воздействие на водоёмы, помогая в борьбе с наводнениями, сохранении биоразнообразия и очистке воды, поскольку токсины и пестициды удерживаются илом запруд. Кроме того, запруды могут способствовать сохранению популяций некоторых видов рыб и лягушек (благодаря насыщенной кислородом тёплой воде в ограждённых запрудой участках, что способствует росту головастиков) и денитрификации воды.
Склонность бобров к устройству запруд некоторыми учёными рассматривается как аргумент отнесения этих животных к использующим орудия труда.